# Rudolf E. Kálmán
Rudolf (Rudi) Emil Kálmán (ungerska: Kálmán Rudolf Emil), född i Budapest 19 maj 1930, död 2 juli 2016, var en ungerskfödd amerikansk elingenjör, matematiker och uppfinnare. Kálmán var mest känd för sin del i utvecklingen av Kalman-filtret, en matematisk algoritm som ofta används i signalbehandling och reglerteknik.
Efter att ha emigrerat till USA 1943, avlade han sin kandidatexamen 1953 och magisterexamen 1954, både från Massachusetts Institute of Technology, i elektroteknik. Kálmán fick doktorsexamen år 1957 vid Columbia University i New York.
Kálmáns idéer om signalfiltrering mottogs med skepsis. Hans första publicering fick göras inom maskinteknik, snarare än i elektroteknik eller systemteknik. Ett besök på NASA Ames Research Center 1960, ledde till att Kálmánfilter kom att användas i Apollo- och rymdfärjeprogrammen med mera.
Han tilldelades National Medal of Science av USA:s president Barack Obama 7 oktober 2009.